# Piano Bar
Albums de Patricia Kaas
Rien ne s'arrête
(2001) Sexe fort
(2003)
Piano Bar est le sixième album studio enregistré par Patricia Kaas, sorti en 2002.
Il s'agit d'un album de reprises excepté le titre And Now... Ladies and Gentlemen, chanson issue du film And Now... Ladies and Gentlemen de Claude Lelouch dans lequel a tourné Patricia Kaas.

## Liste des titres
| No  | Titre                                            | Paroles                                                | Musique          | Durée |
| --- | ------------------------------------------------ | ------------------------------------------------------ | ---------------- | ----- |
| 1.  | My Man (Mon homme)                               | Albert Willemetz (fr), Channing Pollock (en)           | Maurice Yvain    | 03:41 |
| 2.  | If You Go Away (Ne me quitte pas)                | Jacques Brel (fr), Rod McKuen (en)                     | Jacques Brel     | 04:27 |
| 3.  | What Now My Love (Et maintenant)                 | Pierre Delanoë (fr), Carl Sigman (en)                  | Gilbert Bécaud   | 03:59 |
| 4.  | Un homme et une femme                            | Pierre Barouh                                          | Francis Lai      | 03:19 |
| 5.  | The Summer Knows (Un été 42)                     | Alan Bergman et Marilyn Bergman                        | Michel Legrand   | 03:54 |
| 6.  | I Wish You Love (Que reste-t-il de nos amours ?) | Charles Trenet (fr), Albert Beach (en)                 | Charles Trenet   | 03:59 |
| 7.  | Yesterday, When I Was Young (Hier encore)        | Charles Aznavour (fr), Herbert Kretzmer (en)           | Charles Aznavour | 03:53 |
| 8.  | Les Moulins de mon Cœur                          | Eddy Marnay (fr), Alan Bergman et Marilyn Bergman (en) | Michel Legrand   | 03:44 |
| 9.  | Autumn Leaves (Les Feuilles mortes)              | Jacques Prévert (fr), Johnny Mercer (en)               | Joseph Kosma     | 04:05 |
| 10. | Where Do I Begin ?                               | Carl Sigman                                            | Francis Lai      | 03:45 |
| 11. | Syracuse                                         | Bernard Dimey                                          | Henri Salvador   | 03:28 |
| 12. | La Mer                                           | Charles Trenet                                         | Charles Trenet   | 03:50 |
| 13. | And Now... Ladies and Gentlemen                  | Boris Bergman et Paul Ives                             | Michel Legrand   | 04:12 |
| 14. | If You Go Away (remix)                           | Jacques Brel (fr), Rod McKuen (en)                     | Jacques Brel     | 03:18 |

## Classements
L'album a été classé n°10 du top album en France pendant deux semaines.

## Certification
| Pays         | Certification | Équivalence/Ventes |
| ------------ | ------------- | ------------------ |
| France(SNEP) | Or            | 100,000            |